# Hans Gerd Hesse
Hans Gerd Hesse (* 2. November 1931 in Haan; † 11. Oktober 1985) war ein deutscher promovierter Jurist und Richter am Bundesgerichtshof.

## Leben
Hesse, der zuvor als Oberlandesgerichtsrat am Oberlandesgericht Düsseldorf tätig war, wurde mit Wirkung vom 13. Januar 1976 zum Richter am Bundesgerichtshof ernannt; er gehörte bis zu seinem Tod am 11. Oktober 1985 dem X. Zivilsenat an. Hesse ist mit zahlreichen Veröffentlichungen vorwiegend auf dem Gebiet des gewerblichen Rechtsschutzes, aber auch des Baurechts und des Kartellrechts hervorgetreten.

## Veröffentlichungen
- Verlust des Entschädigungsanspruchs des gerichtlichen Sachverständigen. In: NJW. 1969, S. 2263.
- Zur Reform des Staatshaftungsrechts. In: Betriebs-Berater. 1975, S. 13.
- Honorarordnung für Architekten und Ingenieure. (HOAI), 1978.
- Rationalisierungswirksame besondere Leistungen und gewerbliche Schutzrechte. In: BauR. 1979, S. 28.
- Ist § 14 UWG auf die Abnehmerverwarnung aus Patenten und Gebrauchsmustern anwendbar? In: GRUR. 1979, S. 438.
- Vereinbarung der VOB für Planungsleistungen. In: ZfBR. 1980, S. 259.
- Züchtungen und Entdeckungen neuer Pflanzensorten durch Arbeitnehmer. In: GRUR. 1980, S. 404.
- Zur Tragweite des Schriftformerfordernisses nach § 34 GWB in der Rechtsprechung des Bundesgerichtshofs. In: NJW. 1981, S. 1586.